# Karel Deurloo
Karel Adriaan Deurloo (Valkenswaard, 25 januari 1936 – Amsterdam, 1 juni 2019) was een theoloog van de Amsterdamse School. Hij was predikant, hoogleraar en auteur.
Deurloo werd in 1967 beroepen als jeugdpredikant te Eindhoven. In 1971 werd hij studentenpredikant te Amsterdam en in 1976 hoogleraar Oude Testament en Bijbelse Theologie te Amsterdam. Van 1966 tot 1985 was hij medewerker bij de IKON waarbij hij samenwerkte met onder andere Karel Eijkman en Nico Bouhuijs. Deurloo is emeritus hoogleraar Oude Testament aan de Universiteit van Amsterdam en emeritus hoogleraar Bijbelse Theologie aan de Vrije Universiteit. Hij heeft een eredoctoraat van de Protestantse faculteit van Brussel. Deurloo kreeg in 1994 de Comeniuspenning van de Theologische Faculteit van de Karelsuniversiteit te Praag vanwege zijn steun aan Charta 77 en andere dissidenten.
Deurloo was samen met Huub Oosterhuis en Nico ter Linden een van de prominente tegenstanders van de Nieuwe Bijbelvertaling.
Deurloo heeft tientallen publicaties op zijn naam staan en verkocht meer dan honderdduizend boeken. Zijn werk is vertaald in het Duits, Engels, Tsjechisch en Hongaars.
Naast wetenschappelijke en populair wetenschappelijke boeken schreef Deurloo Bijbelliedjes (vooral voor kinderen en tieners, zoals 'Elke zondag is het feest', voor verstandelijk gehandicapten), "De weg der verwachting" Adventspel voor kinderen op muziek van Maurice Pirenne, de musical Jozeph en het libretto van de opera Jona met muziek van Willem Breuker.
Deurloo was gehuwd met de beeldhouwster Jettie Sluyter en laat twee dochters na. Hij was de vader van harmonica- en saxofoonspeler Hermine Deurloo en de broer van dichter Adriaan Deurloo.
- Gemeinsame Normdatei: 119418606
- International Standard Name Identifier: 0000 0000 7861 357X
- Library of Congress Control Number: n79070108
- NARCIS: PRS1234776
- Nationale Bibliotheek van Tsjechië: skuk0002235
- Nationale Bibliotheek van Israël: 987007260294705171
- Nederlandse Thesaurus van Auteursnamen: 068793588
- Système universitaire de documentation: 160562880
- Virtual International Authority File: 85162289
- WorldCat: E39PBJkMKTBXfMCcqMftc8khpP